# Conceição (Peniche)
Conceição ist eine ehemalige Gemeinde (Freguesia) im portugiesischen Kreis Peniche. Die ehemalige Gemeinde war eine von drei Stadtgemeinden Peniches. Hier ihr leben 4642 Einwohner auf einer Fläche von 1 km². (Stand 30. Juni 2011).
Mit der Gebietsreform im September 2013 wurden die Stadtgemeinden (Freguesias) Ajuda, Conceição und São Pedro zur neuen, die Stadt Peniche bildenden Gemeinde zusammengefasst.